# Luciliano
Luciliano (em latim: Lucillianus; m. 363) foi um militar do Império Romano, provavelmente de origem panônica.

### Carreira sob ConstâncioII

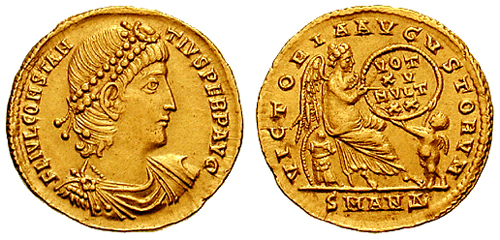
Soldo de r.

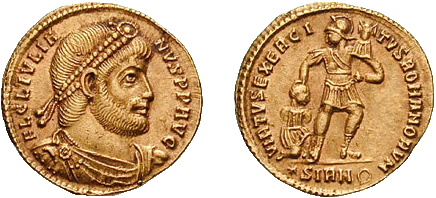
Soldo de r.

Em 350 o imperador Constâncio II (r. 337–363) enviou Luciliano à fronteira oriental, como comandante do exército romano envolvido em campanha contra o Império Sassânida, enquanto esteve ocupado com a notícia que seu irmão Constante I (r. 337–350) foi morto pelo usurpador Magnêncio (r. 350–353). Não querendo dar oportunidade do usurpador se fortalecer, Constâncio II partiu de imediato à Europa Central, comissionado por Luciliano, que na época era duque da Mesopotâmia e conde dos assuntos militares. O maior compromisso de Luciniano consistiu na defesa da fortaleza fronteiriça de Nísibis dos ataques do xá Sapor II (r. 309–379).
Em 354, foi nomeado conde dos domésticos ("comandante da guarda") de Constâncio Galo, o césar oriental de Constâncio II. Seu trabalho era escoltar o césar de Constantinopla à corte imperial em Mediolano, onde Galo foi convocado por Constâncio II para se desculpar das acusações de má gestão; na verdade Luciliano - junto com outros dois oficiais nomeados para este fim, Flávio Leôncio e Bainobaldo - tinha que evitar que Galo, que era suspeito de traição à Constâncio, contactasse primeiro as tropas leais a ele na jornada por Pula, onde foi levado em custódia por Barbácio, julgado e morto. Em 358, Luciliano foi enviado numa missão diplomática à Pérsia, em conjunto com o futuro imperador Procópio, e permaneceu lá no ano seguinte.
Em 361, era conde da Ilíria e mestre da cavalaria; perto de Sirmio ficou surpreso com o avanço do exército ocidental de Juliano, irmão de Galo, que foi nomeado césar do Ocidente por Constâncio e, em seguida, foi proclamado imperador pelas tropas. Luciniano foi capturado pelo conde dos domésticos Dagalaifo e deposto, por seu envolvimento na queda e morte de Galo, mas continuou a viver em Sirmio.

### Carreira sob Joviano

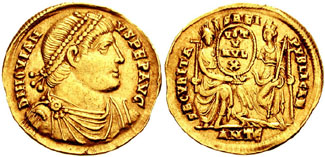
Soldo de Joviano r.

Em 363, foi nomeado mestre da cavalaria e infantaria pelo novo imperador, o panônio Joviano (r. 363–364), seu genro enquanto casado com sua filha Cárito. Ao receber a nomeação em Sirmio por meio do notário Procópio e Memorido, Luciliano partiu de Sirmio à corte imperial em Mediolano para assegurar o poder de Joviano na Itália e Gália. Joviano supostamente deu instruções secretas para ele escolher a dedo um grupo seleto de apoiantes do imperador (cristãos como ele caíram em desgraça sob o pagão Juliano), incluindo Senialco e o futuro imperador Valentiniano I.
Entre as tarefas de Luciliano estavam substituir o mestre de armas da Gália (magister armorum per Gallias) de Juliano, Jovino, por Malarico, outro defensor de Joviano, bem como informar os comandantes e guarnições da ascensão ao trono de Joviano, embora com devida atenção devido à grande popularidade desfrutada por Juliano no Ocidente. Quando chegou a notícia que Malarico rejeitou o comando da Gália, Luciliano apressou-se para Reims, onde começou a controlar as ações dos administradores de Joviano. Em particular, começando a avaliar o trabalho de um funcionário que, assustado, foi para o exército da Gália e fomentou uma revolta, alegando que Luciliano era um rebelde e que Juliano ainda estava vivo. A revolta foi sufocada pela chegada das tropas de Joviano, mas não antes de Seniauco e Luciliano serem mortos pela legião batava, e Valentiniano escapar da morte.